# Topobea mcphersonii
Topobea mcphersonii är en tvåhjärtbladig växtart som beskrevs av Frank Almeda. Topobea mcphersonii ingår i släktet Topobea och familjen Melastomataceae.
Artens utbredningsområde är Panamá. Inga underarter finns listade i Catalogue of Life.